# I don't want to sleep alone
I don't want to sleep alone (黑眼圈S, Hēi yǎn quānP) è un film del 2006 diretto da Tsai Ming-liang.

## Trama
Kuala Lumpur, Malaysia. Dopo essere stato picchiato da alcuni teppisti, il giovane taiwanese Hsiao-Kang viene soccorso e curato dal muratore bengalese Rawang, che vive in un grosso edificio abbandonato e che a poco a poco s'innamora di lui. Ma Hsiao-Kang instaura una relazione con la cameriera, che fa pure la badante di un ragazzo in coma e l'armonia dei rapporti viene incrinata. Tsai con questa storia torna al suo Paese natale, per descrivere ancora una volta un mondo alla deriva dove regna l'incomunicabilità (i personaggi non parlano mai tra di loro) e una crisi socio-economica dove vige la clandestinità.

## Censura in Malesia
L'ente di censura malese il 4 marzo 2007 ha deciso di vietare questo film, che è stato girato in Malesia, sulla base di 18 incidenze raffiguranti il paese "in cattiva luce" per motivi culturali, etici e razziali. Tuttavia, successivamente ha permesso al film di essere proiettato nel paese dopo che Tsai ha accettato di censurare parti del film in base alle richieste del Consiglio censura.